# Sogamoso
Sogamoso là một khu tự quản thuộc tỉnh Boyacá, Colombia. Thủ phủ của khu tự quản Sogamoso đóng tại Sogamoso Khu tự quản Sogamoso có diện tích ki lô mét vuông. Đến thời điểm ngày 28 tháng 5 năm 2021, khu tự quản Sogamoso có dân số 132059 người.